# Chofīl
Chofīl är en ort i Iran.   Den ligger i provinsen Gilan, i den norra delen av landet, 210 km nordväst om huvudstaden Teheran. Antalet invånare är 401.
Terrängen runt Chofīl är platt åt nordväst, men åt sydost är den kuperad. Terrängen runt Chofīl sluttar norrut. Runt Chofīl är det ganska tätbefolkat, med 155 invånare per kvadratkilometer. Närmaste större samhälle är Lāhījān, 5,4 km öster om Chofīl. Trakten runt Chofīl består till största delen av jordbruksmark.